# Jaafar Jackson
Jaafar Jeremiah Jackson, född 25 juli 1996 i Los Angeles i Kalifornien, är en amerikansk sångare, dansare och skådespelare. Han är son till Jermaine Jackson och brorson till Rebbie, Jackie, Tito, La Toya, Marlon, Michael, Randy och Janet Jackson. Han är även barnbarn till Joe och Katherine Jackson.
Jaafar Jackson har bland annat medverkat i TV-serien The Jacksons: Next Generation, och kommer dessutom under år 2026 att spela huvudrollen som sin farbror Michael Jackson, i den biografiska musikaldramafilmen Michael. Efter en tvåårig rollbesättningsprocess, fick Jackson huvudrollen som sin farbror Michael Jackson i filmen Michael regisserad av Antoine Fuqua. Michaels mor Katherine Jackson citerades för att godkänna rollbesättningen och sa att han "förkroppsligar" hennes son.

## Filmografi (i urval)
- 2026 – Michael